# NGC 2293
NGC 2293 ist eine linsenförmige Galaxie vom Hubble-Typ SB0-a und liegt im Sternbild Großer Hund am Südsternhimmel. Sie ist schätzungsweise 82 Millionen Lichtjahre von der Milchstraße entfernt. Gemeinsam mit NGC 2292 und NGC 2295 bildet sie ein gravitativ gebundenes Galaxientriplett.

Das Objekt wurde am 20. Januar 1835 von John Herschel entdeckt.